# Ogura Kazuhiro
Kazuhiro Ogura (sinh ngày 10 tháng 5 năm 1972) là một cầu thủ bóng đá người Nhật Bản.

## Sự nghiệp câu lạc bộ
Kazuhiro Ogura đã từng chơi cho Sanfrecce Hiroshima.